# Гатлукай
Гатлука́й (адыг. Хьэлъэкъуай) — аул в Республике Адыгея. Входит в состав городского округа город Адыгейск.

## География

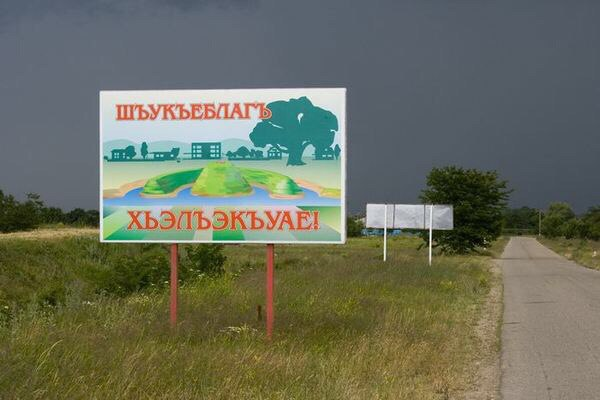
Приветственная вывеска при въезде в аул

Аул расположен по обоим берегам низовья реки Дыш, в восточной части городского округа город Адыгейск. Находится в 1,5 км к востоку от города Адыгейск, в 20 км к юго-востоку от Краснодара и в 93 км к северо-западу от Майкопа. Вдоль северной окраины аула проходит автотрасса А-160, связывающая города Майкоп и Краснодар.
Площадь территории аула составляет — 6,03 км2, на которые приходятся 18,6% от общей площади городского округа.
Ближайшие населённые пункты — Адыгейск и Казазов на западе, Пчегатлукай на востоке и Псекупс на юго-западе.
Населённый пункт находится в равнинной зоне республики. Средние высоты на территории аула составляют около 40 метров над уровнем моря. Рельеф местности преимущественно слабо-волнистый. В центре аула расположена древняя курганная возвышенность — Ошхануко.
Гидрографическая сеть представлена рекой Дыш, которая ниже аула течёт по канализированному руслу и разводится по мелиоративным каналам. На севере аул примыкает к юго-западному берегу Краснодарского водохранилища.
Климат на территории населённого пункта мягкий умеренный. Среднегодовая температура воздуха составляет около +11,5°С, и колеблется от средних +23,5°С в июле, до средних +0,5°С в январе. Минимальные температуры зимой крайне редко отпускаются ниже -10°С, летом максимальные температуры превышают +35°С. Среднегодовое количество осадков составляет около 770 мм. Основная часть осадков выпадает в зимний период и в начале лета.

## Этимология
Название аула происходит от собственного имени Гатлок (адыг. Хьэлъэкъу) и аффикса «-ай» указывающего на принадлежность. Топоним переводится с адыгейского языка как — аул Гатлока (Хатлока).

## История
Первое упоминание об ауле Гатлукай относится к 1642 году. Эта дата порой считается годом основания аула.
На своём нынешнем месте аул был основан в 1851 году, после многочисленных перемещений во время Кавказской войны.
В 2001 году аул Гатлукай был выделен из Теучежского района и административно подчинён городу Адыгейск, который впоследствии был преобразован в городской округ.

## Население
| 2002  | 2010  | 2013  | 2014  | 2015  | 2016  | 2017  |
| ----- | ----- | ----- | ----- | ----- | ----- | ----- |
| 1432  | ↗1513 | ↗1535 | ↗1560 | ↘1558 | ↗1565 | ↗1566 |
| 2018  | 2019  | 2020  | 2021  | 2023  | 2024  |       |
| ↘1555 | ↘1535 | →1535 | ↘1525 | ↘1507 | ↗1509 |       |

Плотность — 250.25 чел./км2.
Национальный состав
По данным Всероссийской переписи населения 2010 года:
| Народ   | Численность, чел. | Доля от всего населения, % |
| ------- | ----------------- | -------------------------- |
| адыги   | 1 475             | 97,5 %                     |
| русские | 18                | 1,2 %                      |
| другие  | 20                | 1,3 %                      |
| всего   | 1 513             | 100 %                      |

По данным Всероссийской переписи 2021 года:
| Народ               | Численность, чел. | Доля от всего населения, % |
| ------------------- | ----------------- | -------------------------- |
| адыги (черкесы)     | 1 477             | 94,88 %                    |
| русские             | 55                | 3,60 %                     |
| другие / не указано | 7                 | 1,52 %                     |
| всего               | 1 525             | 100,0 %                    |

Поло-возрастной состав
По данным Всероссийской переписи населения 2010 года:
| Возраст     | Мужчины, чел. | Женщины, чел. | Общая численность, чел. | Доля от всего населения, % |
| ----------- | ------------- | ------------- | ----------------------- | -------------------------- |
| 0 — 14 лет  | 148           | 140           | 288                     | 19,0 %                     |
| 15 — 59 лет | 481           | 474           | 955                     | 63,1 %                     |
| от 60 лет   | 101           | 169           | 270                     | 17,8 %                     |
| Всего       | 730           | 783           | 1 513                   | 100,0 %                    |

- Мужчины — 730 чел. (48,2 %). Женщины — 783 чел. (51,8 %).
- Средний возраст населения: 37,1 лет. Медианный возраст населения: 36,1 лет.
- Средний возраст мужчин: 36,0 лет. Медианный возраст мужчин: 35,9 лет.
- Средний возраст женщин: 38,2 лет. Медианный возраст женщин: 36,1 лет.

## Достопримечательности

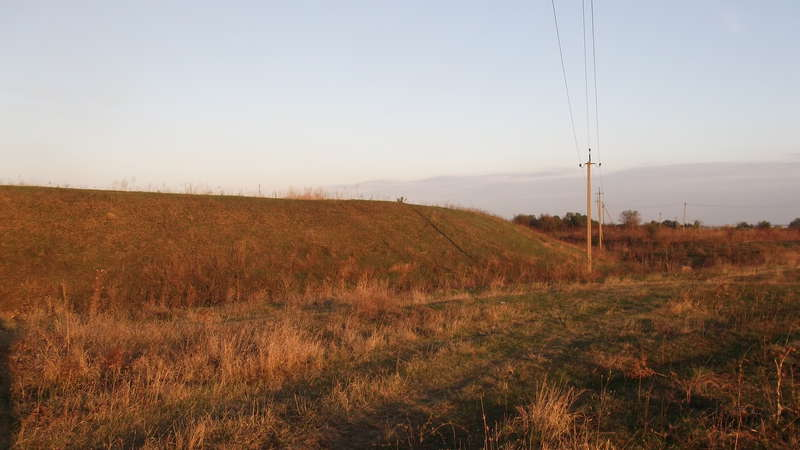
Вид на юго-западную часть Ошхануки

В центре аула имеется уникальное историческое городище оборонительного назначения — «Ошхануко», которое в археологических статьях обычно именуется «1-м Гатлукайским». Возраст памятника достигает 2000 лет и датируется I—II веками нашей эры.
Сегодня древнее сооружение выглядит как земляной рельеф, по форме напоминающий — ухо. Центральная часть (цитадель) наполовину смыта рекой Дыш, к левому берегу которой и примыкает сооружение. Вокруг цитадели располагаются два глубоких рва, разделенные валом. Один ров чётко выражен, а второй фактически слился с окружающей местностью.
Памятник культуры был поставлен на охрану местного значения постановлением Краснодарского крайисполкома в 1973 году. В него входят: остаток центрального холма, два рва и вал между ними, а также грунтовый могильник в северо-западной части поселения за вторым рвом.
Название Ошхануко (адыг. Iуашъхьэныкъо) в переводе с адыгейского языка означает — «половинчатая возвышенность», что указывает на степень его современной сохранности. Также сохранилось другое его название Сыраежъӏуашъхьэ, что в переводе означает — «древнее возвышенное укрепление».

## Образование
- МБОУ Средняя общеобразовательная школа № 4 «имени А.И. Хуаде» — ул. Теучежа, 2[23]).

## Здравоохранение
- Фельдшерско-акушерский пункт — ул. Хуаде, 72.

## Культура
- Гатлукайский сельский дом культуры — ул. Хуаде, 76.

## Ислам
В начале XX века в ауле Гатлукай имелось две мечети, при которых действовали медресе. В конце 1920-х годов, с началом атеистической политики в СССР, мечети были закрыты и со временем разрушились.
Ныне в ауле ведётся строительство новой мечети.

## Улицы
На территории аула зарегистрировано 15 улиц:

| 8 Марта    |
| 9 Мая      |
| А. Хуаде   |
| Андрухаева |
| Гагарина   |

| Д. Нехая   |
| Кубанская  |
| Майкопская |
| Мира       |
| Н. Женетля |

| Советская  |
| Теучежа    |
| Х. Шартана |
| Хакурате   |
| Шовгенова  |

## Известные уроженцы
Родившиеся в Гатлукае:
- Тлехас Мугдин Салихович — советский государственный и политический деятель. Председатель Адыгейского областного исполнительного комитета (1980-1992).
- Тлехас Мурат-Черий Саофижевич — российский и азербайджанский военный деятель. Последний военный генерал-губернатор Баку.
- Чуяко Юнус Гарунович — народный писатель Республики Адыгея. Заслуженный работник культуры Российской Федерации.